# トヨタ・マスターエースサーフ
マスターエースサーフ（英:MasterAce Surf ）は、トヨタ自動車がかつて販売していたキャブオーバー型のワンボックスカーである。
北米向けのトヨタ・カーゴバン（Cargo Van）、トヨタ・パッセンジャーバン（Passenger Van）を日本仕様にしたもので、名をマスターエースサーフと名乗った。

## 概要
それまで大衆車（カローラ）ベースのワンボックスワゴンを持たなかったトヨタ店の専売車種として企画され、乗用登録のみの設定で、商用バンの設定がないなど、やや上級の位置づけとされた。見た目以外のハードウェアは、カローラ店で販売されるタウンエース、OEM車のダイハツのデルタワイドワゴンとまったく同一の三つ子車であった。なお、同じくタウンエースの兄弟車であるライトエースのR20系には本モデルに準じたフェイスのモデルは存在しないので四つ子にはならない。

## 歴史
- 1982年11月、デビュー。

姉妹車のタウンエース/デルタワイドワゴンとの相違は、ノーズが若干長いのと、角形4灯式のヘッドランプ・大型バンパー程度である。フロント周りのデザイン自体、ダンパーを内蔵した「5マイルバンパー」を含め、もともとはアメリカの衝突安全基準に合わせたものであるが、日本国内専用となるマスターエースサーフでは、バンパー内部の衝撃吸収装置はすべて省略されている。
エンジンは新世代商用エンジンの2Y-U型（1,800cc：キャブレータ）で、4速ATも設定された。アメリカ向けのトヨタ・バンには、2,200ccの4Y-EUが搭載された。
最上級のグランドサルーンを筆頭に、ツーリングサルーン、スーパーツーリング、カタリナ、ツーリング、デラックスの6グレードが設定されていた。
- 1983年4月、スーパーツーリングに2C型（2,000cc：ディーゼル）搭載車を追加。
- 1983年5月、グランドサルーン、ツーリングサルーンに3Y-EU型（2,000cc：EFI）搭載車およびツーリングSを追加。
- 1985年8月、ライトエースのモデルチェンジに合わせ、タウンエース/デルタワイドワゴンと共に内外装の変更を主体にしたマイナーチェンジ。

4WDとターボディーゼルを追加。また、ビジネス向け5ナンバーのSW（スペースワゴン。バン内装の乗用登録車で、5/6人乗り。）を新設定。ツーリングサルーンとカタリナは廃止。
- 1988年8月、マイナーチェンジ。

タウンエースと同時に内外装を大幅変更。全体的に丸みを帯びたフォルムとなったが、若干長いフロントノーズは継承されている。
このマイナーチェンジでは、同クラスながら高級志向とされていた日産・バネットラルゴに対抗する役割が強化され、上質に見える内装と多くの標準装備が与えられ、競争力の向上が図られている。ツーリング、スーパーツーリングでは、セカンドシートが2名 + 補助席から3人がけの回転対座シートに変更されたほか、TEMSが設定された。
- 1991年12月[1]、生産終了。在庫対応分のみの販売となる。
- 1992年1月、販売終了。同時に行なわれたマイナーチェンジにて、トヨタオート店（現：ネッツ店）で販売されるライトエースの車格が上がり、タウンエースとの双子車となった。